# Kefalochóri (ort i Grekland, Mellersta Makedonien, Nomós Serrón)
Kefalochóri (Kefalochori) är en ort i Grekland.   Den ligger i prefekturen Nomós Serrón och regionen Mellersta Makedonien, i den norra delen av landet, 300 km norr om huvudstaden Aten. Kefalochóri ligger 560 meter över havet och antalet invånare är 130.
Terrängen runt Kefalochóri är huvudsakligen kuperad. Kefalochóri ligger uppe på en höjd. Runt Kefalochóri är det ganska glesbefolkat, med 40 invånare per kvadratkilometer. Närmaste större samhälle är Terpní, 19,1 km öster om Kefalochóri. == Kommentarer ==
1. ↑  Framräknat ur höjduppgifter (DEM 3") från Viewfinder Panoramas.[2] Mer om algoritmen finns här: Användare:Lsjbot/Algoritmer.
2. ↑  Framräknat ur variansen i alla höjduppgifter (DEM 3") från Viewfinder Panoramas, inom 10 km radie.[2] Mer om algoritmen finns här: Användare:Lsjbot/Algoritmer.